# Gail Mancuso
Pour les articles homonymes, voir Mancuso.
Gail Mancuso est un réalisatrice américaine né le 14 juillet 1958 à Melrose Park (Illinois).

## Filmographie partielle

### Au cinéma
- 2019 : Mes autres vies de chien

### À la télévision
- 2001-2003 : Gilmore Girls (5 épisodes)
- 2006-2010 : 30 Rock (8 épisodes)
- 2010-2020 : Modern Family  (31 épisodes)
- 2012 : Ben and Kate (1 épisode)
- 2017-2020 : Papa a un plan (6 épisodes)
- 2023 : That '90s Show